# Theodor Muther
Johann Georg Theodor Albert Anton Muther (Rottenbach, 15 de agosto de 1826 - Jena, 26 de noviembre de 1878) fue un jurista alemán.
Fue profesor en la Universidad de Jena. Entre sus obras destacan Zur Lehre von der römischen Actio (1857), publicado contra las teorías de Bernhard Windscheid, Aus dem Universitäts- und Gelehrtenleben im Zeitalter der Reformation (1866), Zur Geschichte des römisch-kanonischen Prozesses in Deutschland (1872) y Zur Geschichte der Rechtswissenschaft und der Universitäten in Deutschland (1876).